# Codi d'aeroports IATA
El codi d'aeroports IATA és un codi de tres lletres el qual designa a cada aeroport del món. Aquests codis són decidits per l'Associació Internacional del Transport Aeri o també anomenada IATA (abreviat de l'anglès International Air Transport Association). Els codis no són únics: 323 dels aproximadament 20.000 codis són utilitzats per més d'un aeroport. Les lletres mostrades clarament en les etiquetes de l'equipatge utilitzades en les taules d'embarcament dels aeroports és una mostra de l'ús d'aquests codis.
La seva confecció es realitza prenent, com a primera opció, tres lletres del nom de la ciutat a la qual l'aeroport serveix (Frankfurt=FRA), però no tenen per què ser les tres primeres lletres (Barcelona=BCN) ni és necessari utilitzar la inicial del nom de la ciutat. A Espanya, els aeroports gestionats per Aena Aeropuertos segueixen aquesta regla general: Alacant-ALC, Almeria-LEI, Badajoz-BJZ, Barcelona-BCN, Bilbao-BIO, Burgos-RGS, Còrdova-ODB, Girona-GRO, Ibiza-IBZ, Arrecife-ACE, Las Palmas de Gran Canària-LPA, Lleó_-LEN, Madrid-MAD, Màlaga-AGP, Maó-MAH, Múrcia-San Javier-MJV, Oviedo-OVD, Pamplona-PNA, Reus-REU, Santander-SDR, València-VLC, Valladolid-VLL, Valverde-VDE, Vigo-VGO, Vitòria-VIT, i Saragossa-ZAZ.